# The Best of Annihilator
The Best Of Annihilator è un album raccolta della band canadese Annihilator, pubblicata nel 2004 dalla Roadrunner Records, che comprende i migliori brani musicali della band nel periodo compreso tra il 1989 ed il 1996.

## Tracce
1. Crystal Ann – 1:40
2. Alison Hell – 5:00
3. W.T.Y.D. – 3:54
4. Wicked Mystic – 3:36
5. Word Salad – 5:48
6. Phantasmagoria – 3:57
7. Human Insecticide (Live) – 5:44
8. The Fun Palace – 5:50
9. Road to Ruin – 3:42
10. Stonewall – 4:50
11. Never, Neverland – 5:29
12. Imperiled Eyes – 5:27
13. I Am In Command (Live) – 3:46
14. Set The World On Fire – 4:29
15. No Zone – 2:49
16. Phoenix Rising – 3:48
17. Brain Dance – 4:52

## Crediti
- Tracce 1, 2, 3, 4 e 5 tratte dall'album Alice in Hell del 1989
- Tracce 8, 9, 10, 11 e 12 tratte dall'album Never, Neverland del 1990
- Tracce 14, 15, 16 e 17 tratte dall'album Set the World on Fire del 1993
- Tracce 6 e 7 tratte dall'album Bag Of Tricks del 1994
- Traccia 13 tratta dall'album live In Command (Live 1989-1990) del 1996